# Comején
Comején är en ort i Mexiko.   Den ligger i kommunen Tuxpan och delstaten Veracruz, i den sydöstra delen av landet, 240 km nordost om huvudstaden Mexico City. Comején ligger 129 meter över havet och antalet invånare är 166.
Terrängen runt Comején är huvudsakligen lite kuperad. Comején ligger uppe på en höjd. Runt Comején är det ganska tätbefolkat, med 65 invånare per kvadratkilometer. Närmaste större samhälle är Tuxpan de Rodríguez Cano, 19,2 km öster om Comején. Trakten runt Comején består till största delen av jordbruksmark.